# NIC-24B
La NIC-24B es una importante carretera nacional clasificada como troncal principal en Nicaragua. Esta vía comienza en el Sureste, a la altura de la Rotonda Los Encuentros en Chinandega en la NIC-24A, y culmina al Norte con la CA-03 en Guasaule, municipio de Somotillo, en el departamento de Chinandega.

## Extensión
Con una extensión de 75,74 km, la NIC-24B juega un rol clave en la conectividad y transporte de la región.